# Little River (Kansas)
Little River – miasto w Stanach Zjednoczonych, w stanie Kansas, w hrabstwie Rice.